# J. Howard McGrath

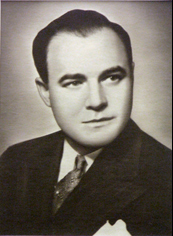
J. Howard McGrath

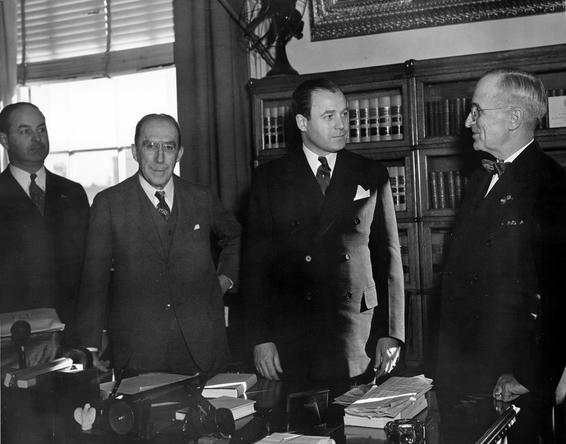
J. Howard McGrath (i mitten) med Theodore F. Green (mitten till vänster) och Harry S. Truman (till höger)

James Howard McGrath, född 28 november 1903 i Woonsocket, Rhode Island, död 2 september 1966 i Narragansett, Rhode Island, var en amerikansk demokratisk politiker.
McGrath studerade vid Providence College och Boston University. Han var guvernör i delstaten Rhode Island 1941-1945 och ledamot av USA:s senat 1947-1949. Samtidigt som han var senator, arbetade han som ordförande för demokraternas federala partistyrelse Democratic National Committee.
Han tjänstgjorde som USA:s justitieminister 1949-1952 under president Harry S. Truman. Han ställde bland annat upp på president Trumans lojalitetsprogram som syftade till att granska statsanställda. Enligt McGrath fanns det "många kommunister i Amerika" som var och en bar "dödens frö för vårt samhälle". Slutresultatet av granskningsarbetet blev flera hundra avskedade.
McGraths grav finns på Saint Francis Cemetery i Pawtucket.